# Rammstein
Pour les articles homonymes, voir Ramstein.
Pour l'album, voir Rammstein (album).
Pour la chanson, voir Rammstein (chanson).
Rammstein [ˈʁamʃtaɪn] est un groupe de metal industriel allemand, originaire de Berlin créé en 1994.

## Historique

### Génèse du groupe
Formé en 1994, il se compose depuis le début de six membres originaires d'Allemagne de l'Est. ; décrit comme appartenant au genre Neue Deutsche Härte.
Avant de former Rammstein, les six membres du groupe jouaient dans des groupes séparés. La musique à cette époque est le seul moyen d'exprimer sa rébellion contre le pouvoir communiste de RDA, pays d'origine de chaque membre du (futur) groupe. Néanmoins, les futurs membres de Rammstein se connaissent déjà du moins de réputation, vu le faible nombre de groupes. De plus, il est inconcevable à l'époque de réaliser une carrière dans la musique, l'exercice d'un métier principal étant obligatoire pour avoir le droit de faire de la musique.
Après la réunification de l'Allemagne, Richard Zven Kruspe fonde le groupe Orgasm Death Gimmick à Berlin-Ouest en 1991. Oliver « Ollie » Riedel joue à cette époque dans un groupe de crossover, The Inchtabokatables, alors que Till Lindemann est  batteur dans le groupe punk First Arsch. Richard Zven Kruspe, de retour à Schwerin, retrouve Till et tente de le convaincre de devenir chanteur dans le groupe qu'ils sont en train de créer avec « Ollie » ; ils partent ensemble en voyage aux États-Unis, ce qu'ils trouvent enrichissant musicalement ; c'est à cette époque qu'ils décident de se démarquer par un chant en allemand. Les trois comparses rencontrent ensuite Christoph « Doom » Schneider, batteur de Die Firma, puis de Feeling B dans ce qui allait devenir Rammstein. Feeling B est aussi l'ancien groupe de Michael Robert Rhein, le leader d'In Extremo[réf. nécessaire].

### Origine du nom
Le nom du groupe provient de la ville palatine de Ramstein (près de Kaiserslautern), en référence à la catastrophe aérienne survenue lors d'un meeting aérien sur la base aérienne américaine de la ville en 1988, durant lequel 70 personnes trouvèrent la mort, et 346 autres furent blessées. Les membres du groupe écrivent une chanson sur le thème et l'intitulent Rammstein. Paul Landers, Christoph Schneider et Christian Lorenz pensent alors appeler le groupe Rammstein-Flugschau (« Meeting aérien de Ramstein ») contre l'avis des trois autres membres. Le groupe opte finalement pour le nom Rammstein et décide d'enlever le Flugschau[réf. nécessaire].
Le « m » est doublé au départ par inadvertance, mais le groupe décidera plus tard de garder cette erreur, comme le raconte Paul : « Lors d'un de nos voyages avec Feeling B, Schneider, Flake et moi avions déjà le nouveau nom du groupe. Nous avons écrit sur le capot de notre LO : Rammstein-Flugschau. Nous avons été idiots, nous avons écrit Rammstein avec deux « m », car nous ne savions pas que le lieu Ramstein avait un seul “m”. Nous avons ensuite indiqué cette bêtise, mais le nom est resté collé à nous comme un surnom, que l'on ne trouvait pas bon. Nous n'avons ensuite plus essayé de nous en débarrasser. Nous ne voulions pas nous appeler Rammstein, en fait, cela nous a été destiné. Nous avons également essayé : Milch (lait) ou Mutter (mère), mais le nom est finalement resté. »

### 1994-1999: ÈreHerzeleidetSehnsucht
Le 19 février 1994, le groupe (seulement composé de Richard, Till, « Doom » et « Ollie ») gagne le concours organisé par le sénat de Berlin pour les groupes débutants grâce à quatre démos enregistrées sur une cassette contenant Rammstein, Hallo Hallo (Das Alte Leid), Seemann et Weißes Fleisch. Le groupe se voit ainsi offrir une semaine d'enregistrement dans un studio professionnel. Après leur victoire, ils proposent à Paul d'intégrer le groupe, ce qu'il accepte presque aussitôt. Ils ont en revanche plus de mal à convaincre Flake de se mettre au clavier, car il n'y voit aucun intérêt particulier, mais il se laisse finalement tenter par l'idée d'un groupe chantant en allemand. Bien qu'il soit membre du groupe depuis le premier album, il se plaît à dire qu'il n'a jamais réellement dit oui.
Le groupe joue son premier concert le 14 avril 1994 à Leipzig,, puis ils font une rencontre déterminante pour leur carrière lors d'un concert au Knaack Club de Berlin au mois de juillet, en la personne d'Emmanuel Fialik, leur futur manager. Il est d'ailleurs considéré par beaucoup comme le « septième membre » du groupe, car il joue un rôle déterminant dans le déroulement des shows et dans l'image qu'il a su imposer de Rammstein au grand public.[réf. nécessaire]
Le groupe signe ensuite son premier contrat d'enregistrement avec le label Motor Music le 4 janvier 1995 et entre dès le 15 mars dans les Studios Polar à Stockholm pour commencer l'enregistrement de son premier album, Herzeleid, qui paraît le 24 septembre. Jacob Hellner, qui a déjà travaillé sur les albums du groupe suédois Clawfinger, est choisi pour la production. Quelques conflits d'ego émaillent l'enregistrement, Hellner préférant travailler seulement avec Till Lindemann, il écarte parfois les autres musiciens du studio.
La sortie d'Herzeleid est suivie par plusieurs séries de concerts, principalement en Allemagne, en 1995 et 1996. Lors des concerts de décembre 1995, Rammstein joue en tête d'affiche pour la première fois de sa carrière, et ils donnent des concerts avec Clawfinger et les Ramones l'année suivante. En septembre 1996, le groupe donne son centième concert à l'Arena de Berlin, nommé pour l'occasion 100 Jahre Rammstein. Le concert est enregistré par une équipe professionnelle en vue d'une potentielle sortie en vidéo, mais celle-ci sera finalement annulée pour cause de problèmes techniques durant le concert, notamment la chute d'un décor enflammé pendant la chanson Heirate Mich. Cependant, l'incident ne fera que quelques blessés légers dans le public et n'entachera pas la notoriété grandissante du groupe; le concert sera finalement distribué en VHS auprès des membres du fan-club de Rammstein pendant les fêtes de fin d'année[réf. nécessaire].
Fin 1996, et jusqu'à juillet 1997, l'album Sehnsucht est enregistré et produit aux Temple Studios de Malte. Il paraît le 22 août et s'installe d'entrée de jeu à la première place des charts. C'est également en 1997 que Rammstein joue pour la première fois aux États-Unis, où ils performent avec le groupe KMFDM lors des concerts de décembre. La même année, le film Lost Highway de David Lynch, dont la bande originale comporte plusieurs titres tirés de Herzeleid sur sélection de Trent Reznor, permet au groupe d'accéder à une notoriété internationale.
Les 22 et 23 août 1998, Rammstein joue devant 17 000 spectateurs au Wühlheide de Berlin, leur plus gros concert dans la capitale allemande. Les concerts sont enregistrés pour l'album live et la vidéo Live aus Berlin, qui paraît l'année suivante, durant laquelle le groupe continuera de tourner pour promouvoir Sehnsucht. Peu après ces deux concerts, le groupe de nu metal KoЯn appelle Rammstein pour qu'ils effectuent la première partie de leur tournée, le KoЯn Campaign. Ils enchaînent ensuite avec la tournée de Family Values avec Limp Bizkit, Orgy et Ice Cube pendant un mois à travers tous les États-Unis. Malgré des réactions initialement mitigées, les membres du groupe décident de tenir leur place coûte que coûte.

### 2000-2006:Mutter,Reise, ReiseetRosenrot

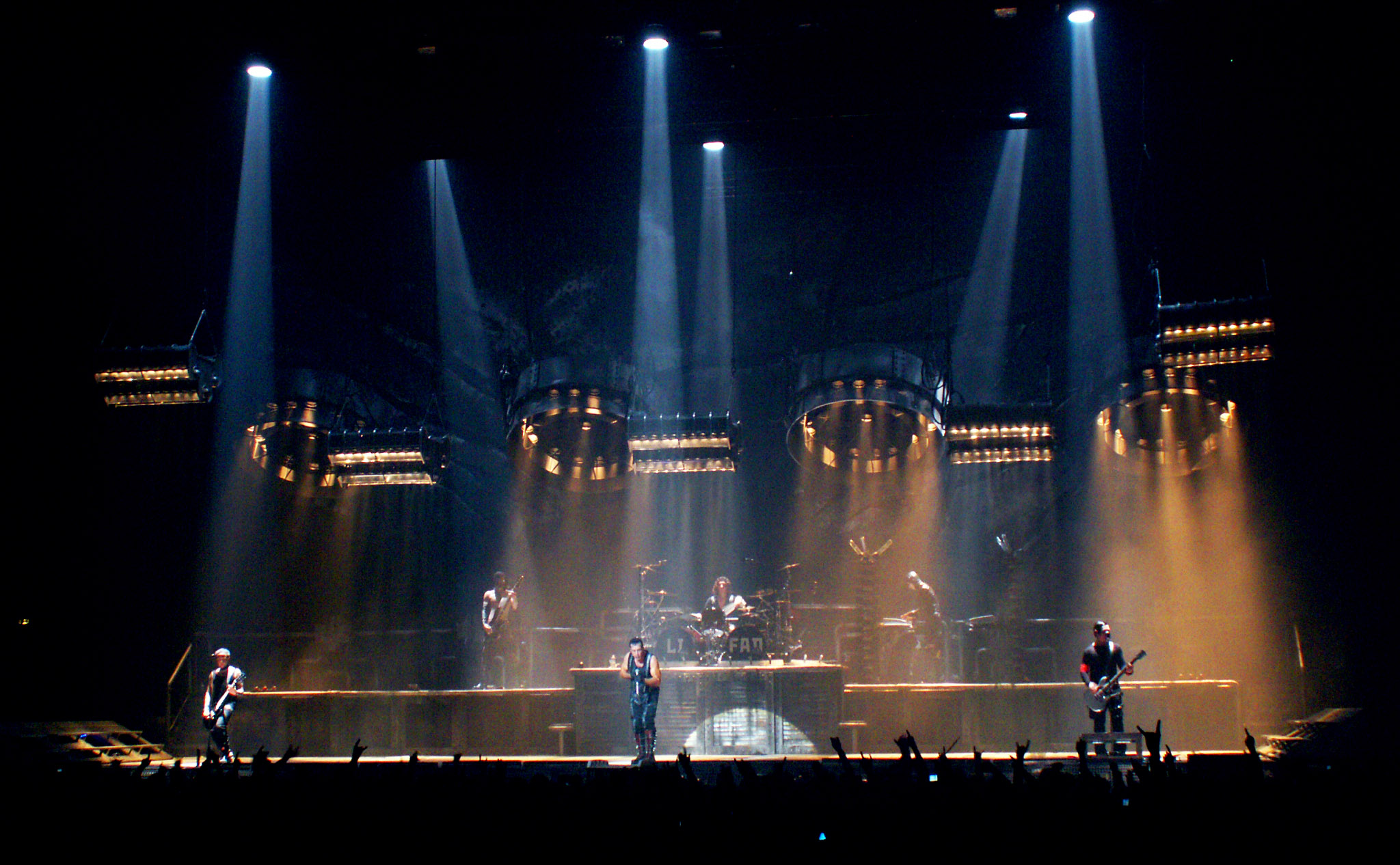
Rammstein au Zénith de Nantes en 2009.

En 2000 débute l'enregistrement (à Miraval, en France), puis le mixage et la production du troisième album, Mutter, en Suède, qui paraît le 2 avril 2001,. 2001 et 2002 sont d'ailleurs les années où le groupe est au sommet de son succès avec Mutter. En effet, le groupe enchaîne les tournées, les clips et les bandes originales pour le cinéma. Cependant, une crise profonde s'empare du groupe, qui est à deux doigts de se séparer. En effet, l'hégémonie de Richard Kruspe au sein du groupe est de plus en plus grande et de plus en plus mal vécue par certains membres du groupe, surtout par le batteur « Doom », qui est celui qui réagit le plus durement. Les reproches viennent surtout du fait que les enregistrements ne se font plus à six, les guitaristes composant chez eux sans que les autres membres puissent donner leur avis. Les deux hommes ont une rencontre décisive à New York, où Richard s'est installé, et le groupe se remet sur un projet à cinq, sans Richard qui s'occupe de son projet solo Emigrate. Peu après, Richard revient en Allemagne afin de rejoindre le groupe pour une dernière répétition qui s'est révélée magnifique aux yeux de tous. Fin 2003, alors que l'enregistrement du nouvel album débute en Espagne, paraît le DVD Lichtspielhaus. En avril et mai 2004, le mixage se fait en Suède, puis Reise, Reise paraît le 27 septembre. Le groupe entame une tournée de promotion de l'album à travers l'Europe qui s'étend jusqu'au mois d'août 2005. Le concert du 23 juillet 2005, aux Arènes de Nîmes, est filmé et enregistré pour le DVD Völkerball, qui paraît l'année suivante. L'album Rosenrot, dont la majorité des titres ont été écrits pour Reise, Reise, est enregistré et sorti dans la foulée.[réf. nécessaire]

### 2007-2017:Liebe ist für alle daet tournéesMade In Germany
En 2007 apparaît une rumeur infondée qui annonce le départ de Till Lindemann. Cette rumeur est démentie aussitôt sur le site officiel du groupe. C'est durant cette année que commence la conception de l'album Liebe ist für alle da, qui sort le 16 octobre 2009. Le groupe commence alors plusieurs séries de concerts à travers l'Europe, qui s'étendent jusqu'à juillet 2010. En novembre débute une nouvelle tournée en Amérique. En 2011, elle passe également par l'Océanie et l'Afrique du Sud.

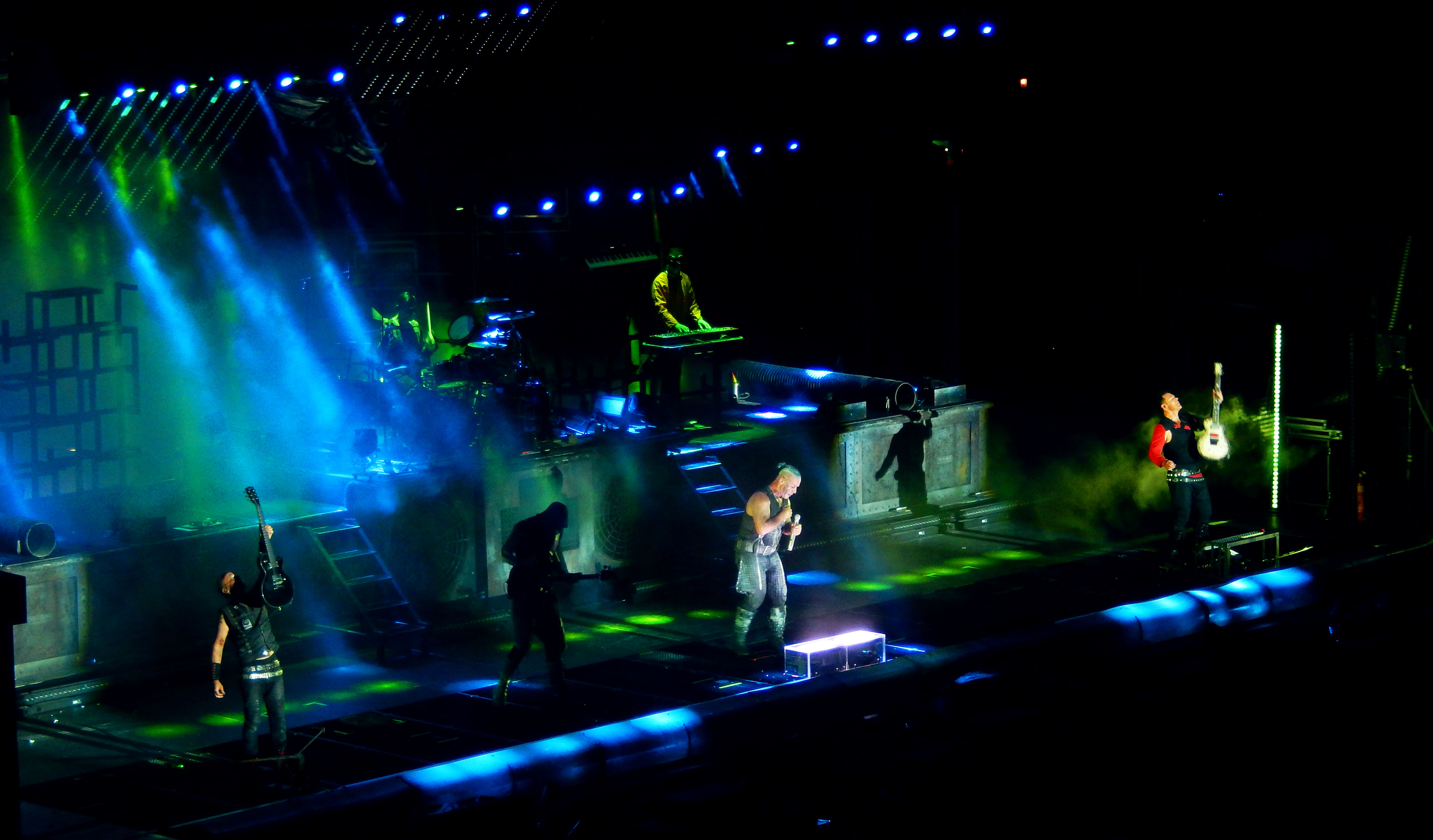
Rammstein aux Arènes de Nîmes le 12 juillet 2017.

Le 6 novembre 2011 à Bratislava (Slovaquie), débute la tournée Made In Germany qui viendra promouvoir la sortie de l'album du même nom, une sorte de best-of regroupant des titres de 1995 à 2011, un mois plus tard. Le choix de Bratislava pour commencer la tournée n'est pas un hasard, Rammstein n'ayant pu jouer en Slovaquie lors de la dernière tournée Liebe Ist Für Alle Da. Cette tournée compte pour la fin d'année 2011 pas moins de 26 dates en Europe, ainsi que 21 dates sur l'année 2012. Les États-Unis et le Canada ne sont pas en reste avec une vingtaine de dates prévues en avril et mai 2012. La tournée repasse également par l'Europe en 2013.
Rammstein fait ensuite une pause en 2014 et 2015 avant d'effectuer un Summer Tour en 2016 et 2017.

### 2018-: Septième album etZeit
En 2018, Rammstein annonce une tournée des stades d'Europe dans plusieurs villes pour 2019. L'année suivante, ils annoncent la sortie d'un nouvel album studio, Rammstein, dix ans après le précédent. Le premier clip issu de l'album, " Deutschland ", est visionné 40 millions de fois entre sa sortie en mars et mai 2019. Monté comme un récapitulatif de l'histoire de l'Allemagne, le clip fait référence à la République de Weimar, la Shoah, Karl Marx ou encore, les saucisses versions horrifiques.
Après que Doom a confirmé que le groupe travaillait sur de nouvelles chansons, le groupe est de retour aux studios La Fabrique à Saint Rémy de Provence, et Flake annonce en février 2021 que le confinement les a aidés à trouver de nouvelles idées et confirme un huitième album qu'ils n'avaient pas prévu.
Le 10 mars 2022 sort Zeit, le premier single du prochain album lui aussi nommé Zeit sorti le 29 avril de la même année.

## Influences

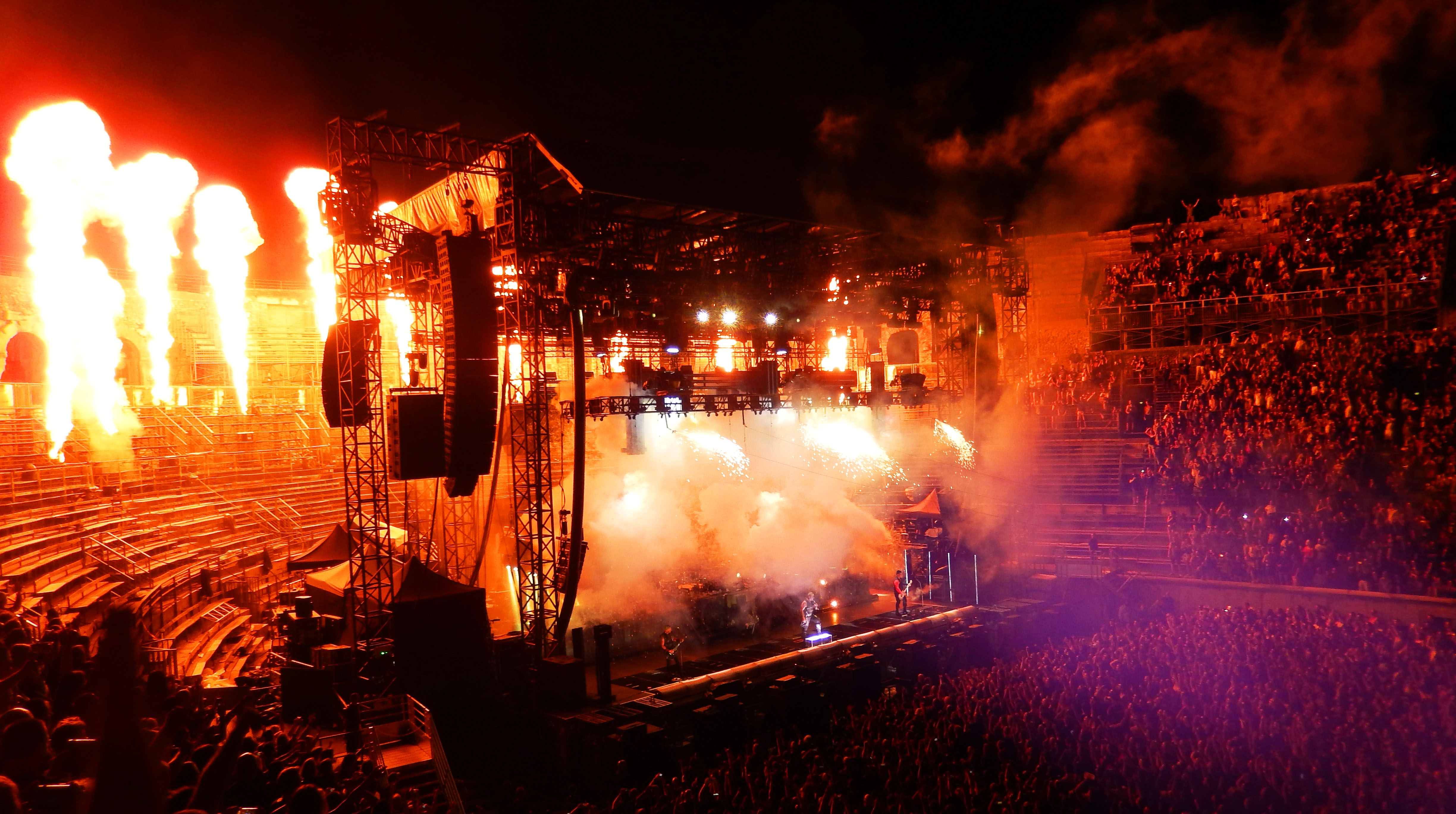
Rammstein et sa pyrotechnie dans les arènes de Nîmes le 12 juillet 2017.

D'une façon générale, Rammstein tire son inspiration du heavy metal, du rock et de la musique électronique. Ainsi, Richard vouait une admiration pour les groupes de hard rock Kiss, représentant pour lui l'Ouest et son insouciance, et AC/DC, mais également pour la pop, notamment Depeche Mode. Till apprécie le punk rock, le hard rock et le heavy metal des années 1970 ainsi que le mariachi. Plutôt influencé par le punk rock au départ, Paul a exprimé un intérêt pour le métal avec des groupes comme Pantera, Metallica, et la musique industrielle avec le groupe slovène Laibach. Doom est influencé par l'album The Wall de Pink Floyd. « Flake » est passé du piano classique au blues avec Chuck Berry, au jazz puis au rock 'n' roll, jusqu'à des groupes comme Einstürzende Neubauten ou Die Ärzte.[réf. nécessaire]
Rammstein est parfois comparé à Oomph!, un autre groupe allemand qui connaît parallèlement le succès ; ils utilisent des sonorités semblables, un mélange de guitares lourdes et de sons électroniques. Dans une interview, le chanteur Dero est honoré que Rammstein les considère comme une influence même s'ils n'ont pas la même approche de la musique notamment sur la représentation du cliché des allemands à l'international. Enfin, on peut mentionner parmi les inspirateurs de Rammstein les groupes d'électronique Kraftwerk et Depeche Mode, dont Rammstein reprend respectivement les chansons Das Modell et Stripped,.
Rammstein est également connu pour avoir à son tour inspiré la musique d'autres groupes, ce qui lui a valu un Kerrang! Award en ce sens en 2010 ; en effet, les styles de groupes plus récents tels que les suédois Deathstars, le groupe finlandais Turmion Kätilöt, ou encore les groupes Malmonde et The CNK en France, ont ainsi été parfois comparés à celui de Rammstein. Le groupe est le premier représentant de la Neue Deutsche Härte à se faire connaître à l'échelle internationale.

## Tournées
- 1994-1996 : Herzeleid Tour (114 dates effectuées pour la plupart en Allemagne, avec une incursion en Angleterre et Chine en 1996)
- 1997-2000 : Sehnsucht Tour (164 dates dans le monde entier)
- 2001-2002 : Mutter Tour (145 dates dans le monde entier)
- 2004-2005 : Reise, Reise Tour (67 dates dans le monde entier)
- 2009-2011 : Liebe ist für alle da Tour (114 dates dans le monde entier)
- 2011-2012 : Made In Germany 1995-2011 (68 dates dans le monde entier)
- 2013 : Wir halten das tempo Europe Tour (27 dates en Europe[50])
- 2016 : Festivals Tour 2016 (25 dates en Europe, Amérique du Nord et en Amérique du Sud)
- 2017 : Festivals Tour 2017 (18 dates en Europe et en Amérique du Nord)
- 2019-2022 : Rammstein Stadium Tour (59 dates en Europe et 10 en Amérique du Nord, uniquement dans des stades)[51]. La tournée européenne et d'Amérique du nord 2020 est d'abord reportée en 2021 puis en 2022, conséquence de la pandémie de Covid-19[52]. 2023: Europe Stadium Tour[53]
- 2024 : Europe Stadium Tour

### Premières salles

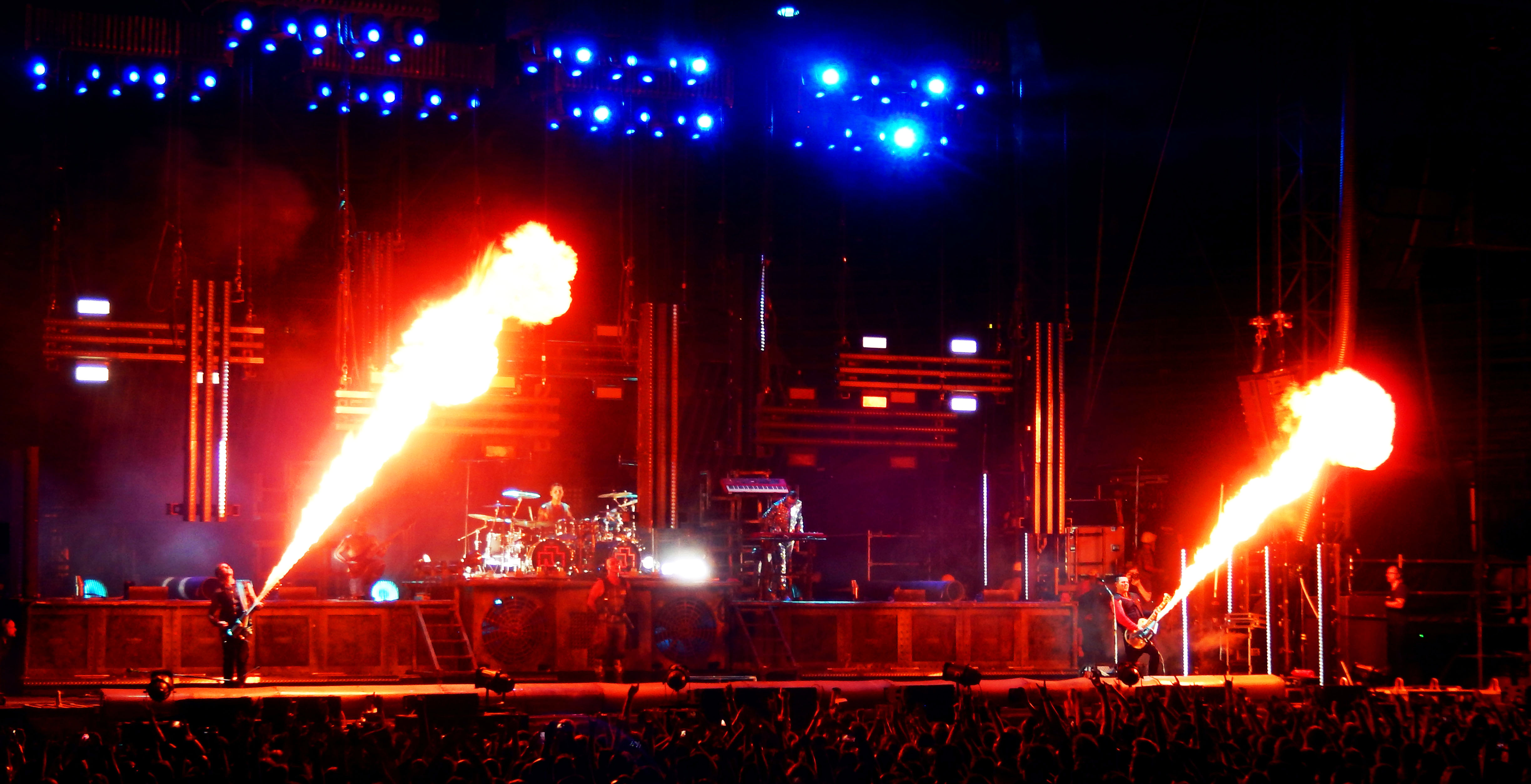
Rammstein et ses guitares lance-flammes le 13 juillet 2017 à Nîmes

Rammstein est connu pour son habitude à utiliser de nombreux effets pyrotechniques sur scène. Le groupe a su s'imposer surtout grâce à leur audace vis-à-vis des effets pyrotechniques et par une certaine démesure qui leur échappe parfois. Alors que Till s'ennuie dans les concerts car il ne joue d'aucun instrument, il a l'idée d'occuper la scène grâce à des effets pyrotechniques, en obtenant son brevet de pyrotechnicien. Dans les tout premiers concerts, Till dirige seul l'intégralité de ces effets, mais il se brûle à plusieurs reprises au visage et sur le torse. Le groupe a alors pour habitude d'entourer les spectateurs par un mur de flammes qui s'étendait à travers la salle de concert. Un jour, les bas nylon d'une jeune femme s'enflamment et elle se brûle assez gravement. De plus, quelques accidents surviennent avec la chute d'éléments du décor. En 1996, bien que Rammstein se soit formé à ces techniques, un accident se produit lors de l'évènement « 100 Jahre Rammstein » à la Berlin Arena de Treptow sur Heirate Mich : un élément du décor s'effondre, heureusement sans gravité. Le concert avait été filmé professionnellement pour une sortie vidéo officielle, mais cet incident stoppa le projet. Le groupe décide alors de confier les effets pyrotechniques du spectacle à de véritables professionnels, bien que Till Lindemann garde certaines prérogatives dans leur élaboration. Par souci de sécurité, tous les effets seront ensuite cantonnés à la scène, les fontaines de flammes ne seront plus utilisées dans le public[réf. nécessaire].

### Mise en scène duMutter Tour
La théâtralisation par les jeux de lumières et leur synchronisation sur la musique se sont développées un peu plus tard, notamment lors du Mutter Tour et du Reise, Reise Tour sous l'impulsion de leur manager Emmanuel Fialik[source insuffisante]. Plus qu'un décor, l'ensemble de ces effets fait partie intégrante du son live du groupe, ce qui en fait une de ses spécificités. Des explosions synchronisées avec la batterie peuvent être entendues sur Sehnsucht ou même sur Du riechst so gut[source insuffisante]. À l'époque du Live Aus Berlin, sur Spiel Mit Mir, Till est debout sur une poutre suspendue au plafond et il descend lentement. Des fontaines d'étincelles dirigées vers la scène sortent de la base de la poutre. Sur Asche zu Asche, les supports-micros des guitaristes sont enflammés sur toute leur hauteur. Des lance-flammes fixes apparaissent déjà à cette époque en front de scène, et diffusent des flammes de plusieurs mètres de haut. De nombreuses explosions ponctuent le show.

### Reise, Reise Tour

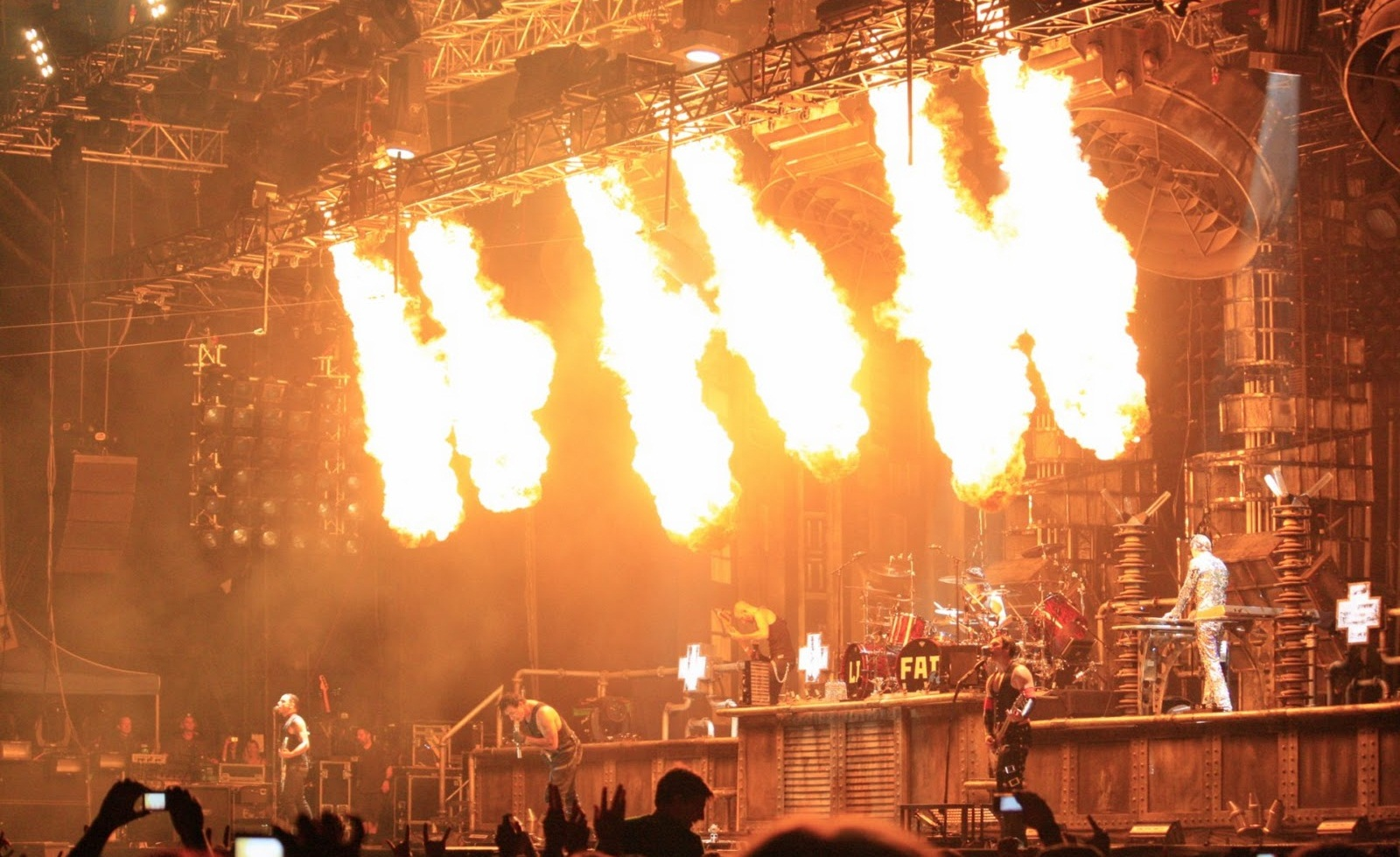
Rammstein en 2010, sur la chanson Du Hast

La tournée Reise, Reise demande plus de matériel : entre 10 et 13 semi-remorques sont nécessaires pour le transport, selon les concerts sur la tournée, et encore davantage pour la tournée de 2011. En fond de scène, le groupe prend l'habitude de tendre d'immenses draps illustrés formant un décor scénique. Ces fonds de scène évolueront au cours des années, jusqu'en 2011 : le fond de scène n'est plus un simple décor peint et fixe, mais une structure semblant en relief, évoquant les alvéoles d'une ruche, et éclairée de diverses manières afin d'en faire évoluer les contours et la profondeur.
Sur le Reise, Reise Tour, pour le titre Rammstein, Till quitte son manteau enflammé pour un exosquelette lui permettant grâce à deux bras articulés de délivrer d'énormes flammes. Sur Mein Teil, pendant que Flake se cache dans un chaudron en fonte, Till met le feu au chaudron avec un lance-flammes. Lors de la tournée 2011-2012 Made in Germany, Till commence à griller Flake avec le lance-flamme classique, avant de le poser et d'en attraper un deux fois plus gros à la fin de la chanson.
Cette tournée est également l'occasion d'utiliser une structure de scène conçue entièrement de grilles : la multitude de projecteurs disposés sous la scène peut donc transpercer le sol pour éclairer vers le haut. Le sous-sol de cette scène est également truffé de nombreux lance-flammes et marmites dont les flammes passent également au travers des grilles, et semblent donc sortir du sol à quelques mètres seulement des musiciens. Cette énorme structure scénique (en kit et remplissant à elle-seule plusieurs semi-remorques) ne peut pas être installée dans son intégralité dans certaines salles. Dans ces cas précis, les musiciens jouent sur la scène du lieu, les effets pyrotechniques de sol étant disposés en avant-scène, et le nombre de projecteurs étant aussi réduit.

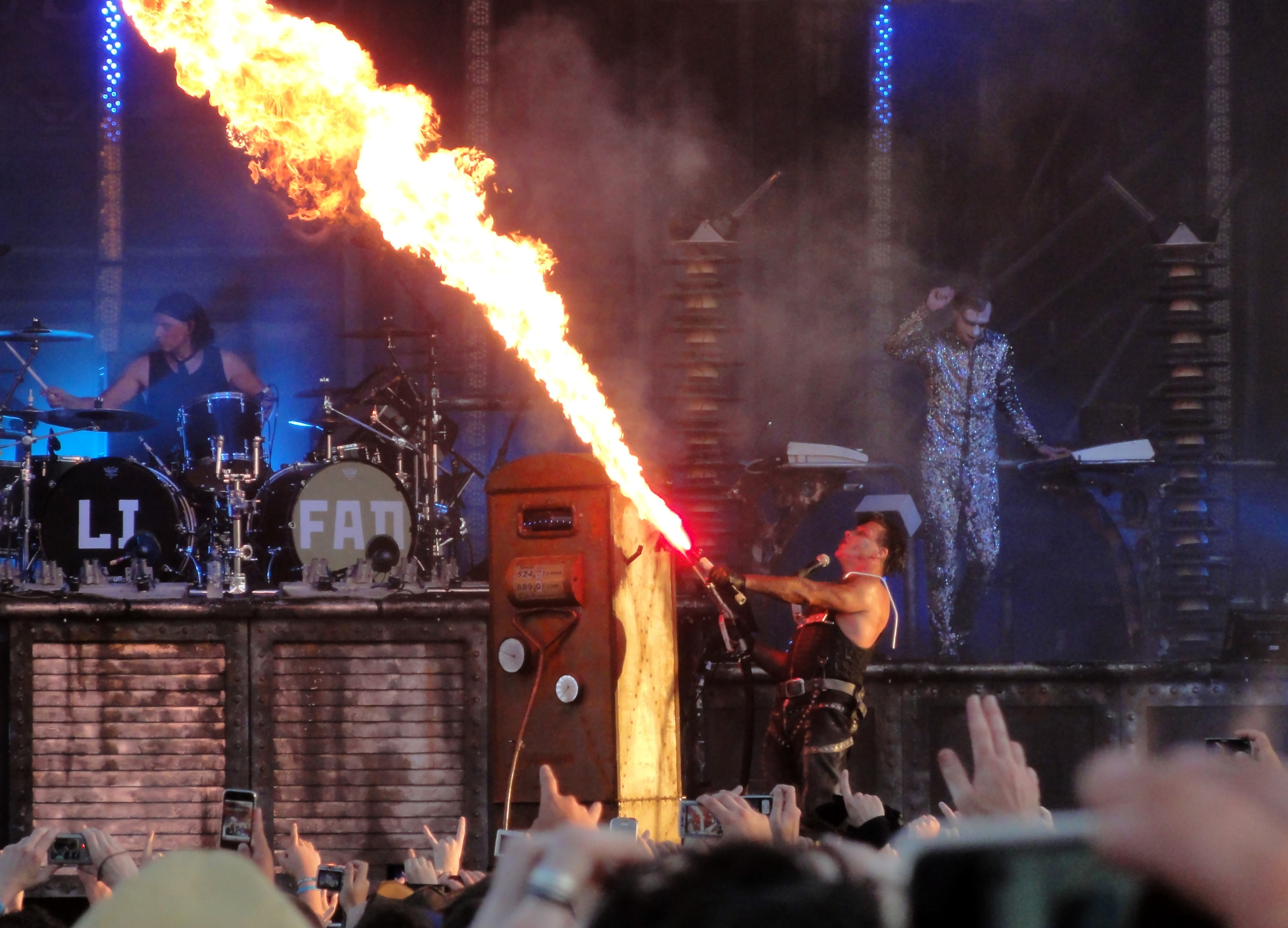
Till lors de la tournée LIFAD.

Sur la tournée Liebe Ist für alle da, de nouveaux effets font leur apparition. Au début du concert, un mur noir est détruit à coup de hache ou de guitare par les musiciens qui apparaissent alors dans une lumière blanche en contre-jour. Till s'élève sur une petite plate-forme à environ 6 ou 8 mètres de hauteur, de laquelle il verse une pluie de feu sur une baignoire en contrebas dans laquelle est allongé Flake (Ich tu Dir Weh). Till porte une paire d'ailes métalliques qui se déploient et lancent des flammes sur Engel. Sur la chanson Pussy, un énorme canon ressemblant à un pénis lance à plusieurs mètres dans la fosse de la mousse et des confettis aux couleurs de l'Allemagne qui envahissent le public. Lors de la chanson Benzin, un cascadeur quitte la fosse pour monter sur scène et Till l'enflamme. Des poupées avec des lasers verts représentant des bébés descendent au-dessus de la scène et explosent à la fin de la chanson Wiener Blut.
La scène dispose également d'une série de lance-flammes du type de ceux utilisés au sol, mais désormais au plafond. Les flammes venant du gril (nom donné à la structure métallique où sont accrochés les projecteurs et effets) sont donc projetées vers le bas, au-dessus des musiciens. Sur la chanson Waidmanns Heil, d'impressionnants lance-flammes sont disposés sur scène et suivent le rythme de la chanson. La plupart des effets sont préparés et gérés par ordinateur, mais les techniciens restent en mesure de réagir au quart de tour au cas où (si un musicien décide de faire durer le morceau un couplet de plus, ou si un incident se produit ou qu'un des musiciens n'est pas placé où il faut au bon moment…)

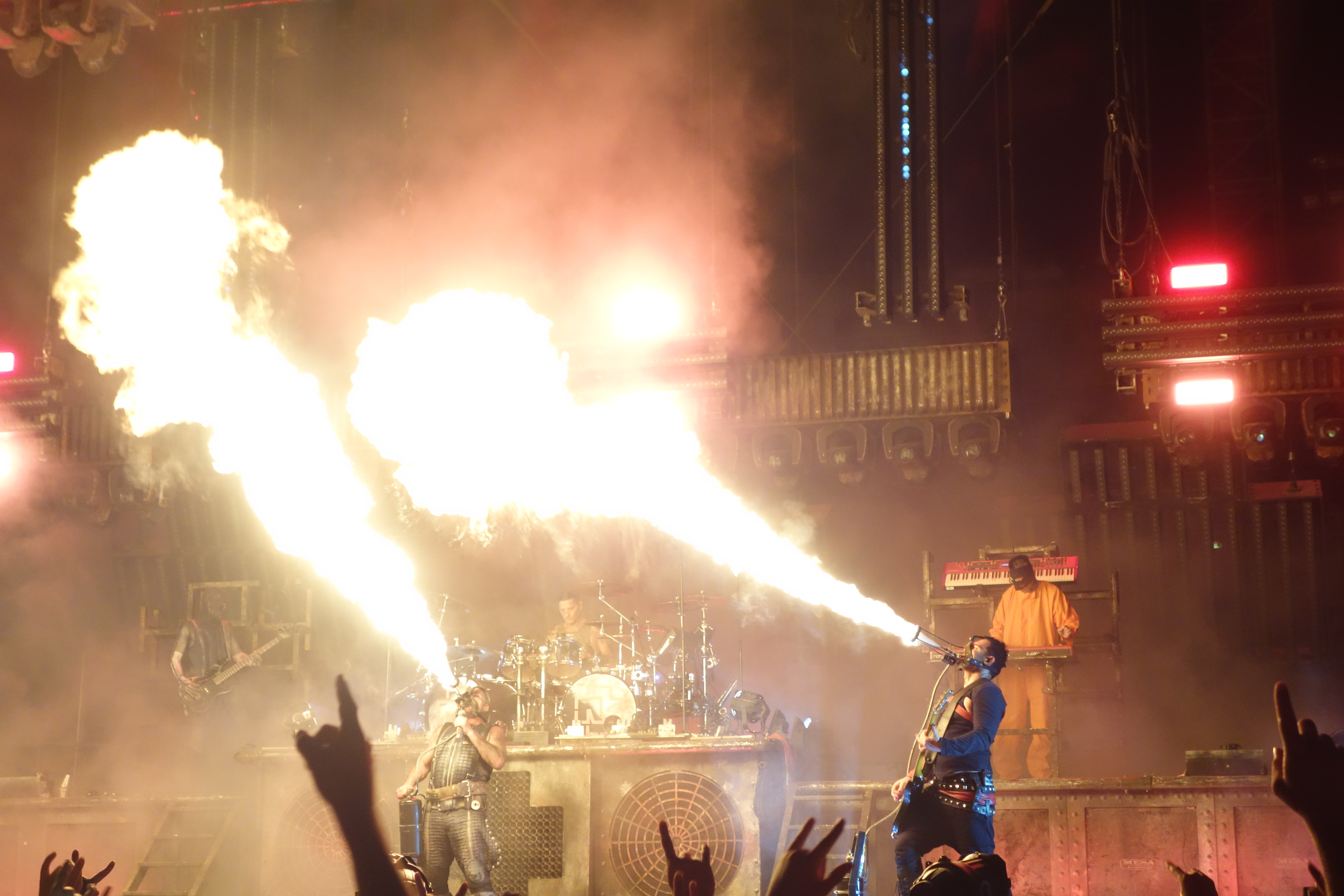
Lance-flammes lors d'un concert au Festival de Nîmes en 2017

### Made in Germany
Lors de la tournée Made in Germany 2011-2012, la plupart des effets connus seront utilisés (comme l'arc en flamme ou les pieds micro enflammés, les ailes métalliques sur le titre Engel), mais la nouveauté est plutôt du côté de la mise en scène.
Lors de la tournée 2013 (une prolongation de la tournée Made in Germany qui se voit nommée Wir halten das tempo Europe Tour), la scène secondaire et la passerelle ont été supprimées et la liste de chansons légèrement modifiée. Quelques changements sont également apportés aux effets scéniques.
En 2017, le groupe avait vendu plus de 35 millions d'albums dans le monde.

### Rammstein Stadium Tour

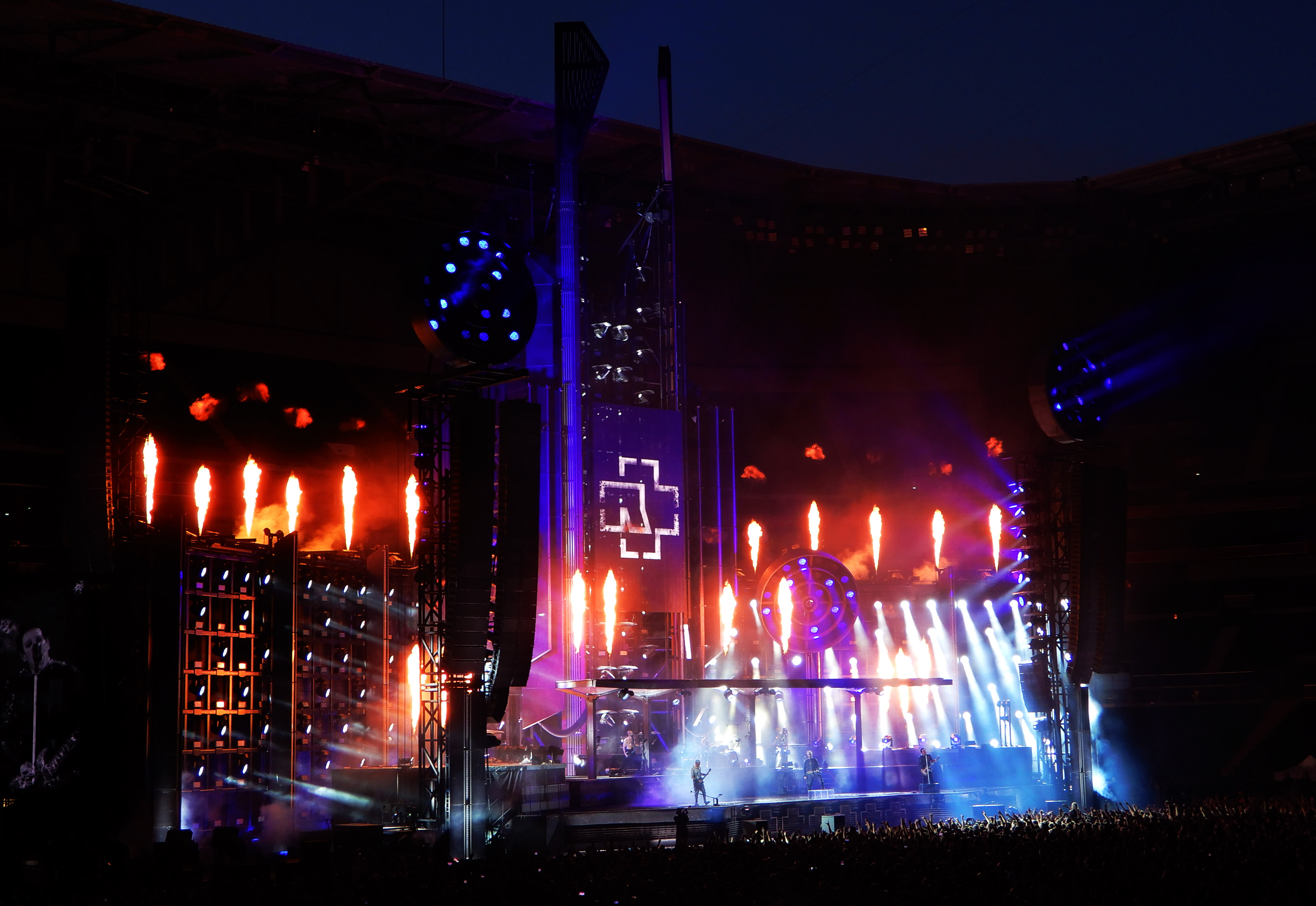
Rammstein au Groupama Stadium de Lyon en juillet 2022

Le Europe Stadium Tour constitue la tournée la plus ambitieuse du groupe Rammstein, tant par son ampleur que par sa production scénique. Chaque concert s'accompagne d'une mise en scène spectaculaire, caractérisée par l'utilisation massive de pyrotechnie, d'effets visuels et d'une structure scénique monumentale visible à grande distance. La scénographie est conçue en collaboration avec le collectif Wonder Works et le studio Blow Factory.
Lors de la première tournée de 2019, le groupe interprète pour la première fois en concert plusieurs titres issus de son album Rammstein, notamment « Deutschland », « Radio » et « Ausländer », intégrés à une setlist alternant morceaux récents et classiques comme « Du hast », « Sonne » ou « Ich will ». La réception critique souligne la qualité de la performance scénique, la précision technique et l’engagement du groupe.
La tournée, initialement prévue pour se prolonger en 2020, est reportée à deux reprises en raison de la pandémie de Covid-19. Elle reprend finalement en 2022 avec un accueil public similaire. L’ensemble des concerts affiche complet, notamment ceux organisés à Paris, où plusieurs dates consécutives sont ajoutées face à la demande.
En 2023, la tournée reprend avec une scénographie mise à jour, tout en conservant les éléments emblématiques de la mise en scène précédente. Le groupe continue d’élargir sa présence européenne, incluant de nouvelles dates dans des villes comme Vilnius, Madrid, Budapest ou Bruxelles.
L’édition 2024 du Stadium Tour, annoncée en octobre 2023, comprend à nouveau plusieurs dates dans les grandes villes européennes, dont Prague, Marseille, Lyon, Francfort ou Belgrade. Deux concerts supplémentaires sont ajoutés pendant la prévente réservée aux membres du fan club LIFAD. Cette tournée maintient les standards de production élevés établis lors des précédentes éditions.
Depuis son lancement, le Stadium Tour de Rammstein est salué pour son envergure logistique, son succès commercial et son impact visuel, contribuant à renforcer la réputation du groupe comme l’un des plus grands performeurs de la scène rock et métal contemporaine.

## Polémiques
À cause du caractère noir, martial, violent et volontairement provocateur des images et des paroles employées par le groupe, Rammstein crée de nombreuses polémiques, bien que le groupe se soit toujours défendu de toute dérive en critiquant la réaction des médias.

### Accusations liées au nazisme
Le groupe est fréquemment reproché d'être proche du nazisme. La pochette de leur premier album qui montre les six membres torses nus, tous muscles saillants, a donné lieu à de nombreuses allégations et on les a très vite accusés d'appartenir à des mouvances d'extrême droite néo-nazies. De plus, la façon dont le chanteur, Till Lindemann, roule les « r », a été comparée à une volonté de copier les hauts dignitaires nazis. Pour couper court à la rumeur, le groupe sort l'album en France avec les traductions des titres sur la pochette, pour montrer que leurs paroles et leur musique ne véhiculent pas de discours d'extrême-droite. Cependant, ils changent de pochette sur la version américaine par la suite. Contrairement aux rumeurs, Rammstein n'a pas subi de censure, mais a volontairement changé la pochette afin de faire cesser les allégations. En 1998, Stripped défraie une nouvelle fois la chronique. Le titre est une reprise de Depeche Mode faisant partie de l'album Black Celebration et publié sur la compilation For the Masses. La vidéo promotionnelle utilise des extraits d'un film de propagande de la cinéaste Leni Riefenstahl : Les Dieux du stade (titre original Olympia) pour les Jeux olympiques de Berlin en 1936. Le groupe se défend pourtant de cette controverse dans l'interview réalisée avec les six membres du groupe en 1998 sur le DVD Live aus Berlin, déclarant qu'il s'agissait d'un choix purement artistique et qu'il ne faut attribuer aucun sens politique à ces images, qui sont simplement utilisées pour aller avec la chanson,,. Enfin, pour en finir avec les polémiques sur leurs idées politiques, le groupe réalise une chanson sur l'album Mutter, où ils affirment clairement leur conviction politique à gauche, Links 2 3 4.
Une nouvelle polémique éclate en mars 2019 à l'occasion de la sortie du nouveau clip du groupe, Deutschland. Dans ce titre où Rammstein évoque plusieurs centaines d'années de l'histoire de l'Allemagne, le groupe apparaît en tenue de déportés en passe d'être pendus. Il est reproché au groupe de jouer avec l'imagerie de la Shoah à des fins promotionnelles, ce dont ses membres se défendent.

### Polémiques autour des thèmes abordés
- Pochette de Mutter : la pochette de l’album Mutter, représentant un fœtus, possiblement mort-né, a suscité la controverse. Le groupe a justifié ce choix par des raisons esthétiques et en lien avec le titre de l’album, niant toute intention provocatrice[69]. Cette image fait écho à la chanson Spieluhr, ainsi qu’aux photographies du livret montrant les membres du groupe immergés dans un liquide, ou avec leur tête dans des bocaux, Lorenz exhibant les sutures d’une autopsie. Le liquide est en réalité de l’eau.

- Fusillade de Columbine : en 1999, plusieurs groupes de rock, dont Rammstein, sont accusés d’avoir influencé les auteurs du massacre de Columbine, Eric Harris et Dylan Klebold, qui étaient fans du groupe, ainsi que de Marilyn Manson ou KMFDM. Le groupe, alors en tournée au Mexique, exprime rapidement ses condoléances via son site officiel et réfute toute implication[70],[71]. En 2001, la chanson Feuer Frei!, perçue comme violente, est parfois interprétée comme une réaction à cette polémique. Elle pourrait également être une critique implicite de la culture des armes à feu aux États-Unis, à l’image des films Elephant ou Bowling for Columbine.

- Amerika : bien que le groupe revendique une distance vis-à-vis de la politique, la chanson Amerika est souvent perçue comme une critique de l’hégémonie culturelle américaine. Le clip met en scène des symboles typiquement américains tournés en dérision (conquête lunaire, fast-food, culture populaire). Les membres du groupe se déguisent en Amérindiens dansent autour d’un drapeau américain. Cette satire vise davantage l’hégémonie culturelle que le pays en lui-même[72].

- Armin Meiwes, le « cannibale de Rothenburg » : la chanson Mein Teil, tirée de l’album Reise, Reise, évoque l’affaire Armin Meiwes, condamné à la prison à perpétuité pour avoir tué et partiellement mangé un homme consentant. Meiwes a poursuivi en justice Rammstein ainsi que le réalisateur du film Rothenburg, Martin Weisz[73].

- Mann gegen Mann : cette chanson de l’album Rosenrot aborde ouvertement le thème de l’homosexualité. Certains y ont vu une ambiguïté voire une provocation, notamment à travers le titre (Homme contre homme). Le clip, dans lequel les membres du groupe apparaissent nus (leurs parties dissimulées par leurs instruments), en présence d’hommes musclés, a alimenté ces interprétations. Till Lindemann a déclaré avoir écrit cette chanson après une soirée passée avec des amis homosexuels.

- Clip de Pussy : le clip du morceau Pussy, sorti en septembre 2009, contient des scènes à caractère pornographique. Le groupe y parodie l’industrie pornographique ; les scènes explicites ont été tournées avec des doublures[74]. Ce clip est réservé à un public majeur, et sa première a eu lieu sur un site pour adultes.

- Censure en Allemagne de Liebe ist für alle da : entre le 10 novembre 2009 et le 31 mai 2010, l’album Liebe ist für alle da est interdit à la vente aux mineurs en Allemagne. Les chansons Pussy et Ich tu dir weh, jugées choquantes, ainsi que des images de pratiques sado-masochistes (notamment Richard Kruspe fouettant une femme), sont à l’origine de cette mesure. Le groupe est contraint d’adapter ses concerts en conséquence[75].

### Procès contre Apocalyptica
En 2010, au beau milieu de la tournée Liebe ist für alle da, de sérieuses rumeurs se sont répandues au sujet d'une mise en demeure ou même d'un procès contre le groupe finlandais Apocalyptica. En effet, Till Lindemann avait interprété, en 2007, une chanson sur le dernier album du groupe, Worlds Collide. Les rumeurs disaient que, lors de la promotion de l'album, le nom de Rammstein avait été utilisé sans avoir l'autorisation du groupe. Peu après, la direction d'Apocalyptica publia un correctif pour clarifier la situation. Cet article précise que le groupe n'était pas directement visé par le procès. C'était le groupe Sony Music Entertainment, maintenant propriétaire du label GUN Records, qui était visé par Rammstein. Gun Records a bel et bien été reconnu coupable d'avoir utilisé la marque déposée Rammstein sans le consentement de ce dernier. Le groupe Apocalyptica est condamné à verser à Rammstein 45 000 euros. Le litige porte sur la présence d'une mention « feat. Rammstein » sur un sticker apposé à l'album Worlds Collide (2007) auquel avait seulement collaboré Till.

### Agressions sexuelles
En juin 2023, le chanteur du groupe, Till Lindemann est accusé d'agressions sexuelles par de nombreuses fans. Une dizaine de jeunes femmes sur les réseaux sociaux ou lors de concerts témoignent contre le chanteur, qui dément. Le mois suivant, le claviériste Christian Lorenz est à son tour accusé pour des faits similaires par deux femmes, pour des événements produits en 1996 et en 2002. Le groupe dément les faits et poursuit sa tournée européenne en cours à l'été 2023, en annulant les rencontres de fans habituellement organisées après les concerts.
Le parquet de Berlin classe sans suite l'enquête sur Till Lindemann le 29 août 2023, l'évaluation des preuves et l'audition des témoins n'ayant « pas permis d'établir que l'accusé a eu des rapports sexuels non consentis avec des femmes ».

## Dans la culture populaire

### Jeux vidéo
Le titre Du Hast est présent dans le jeu Guitar Hero 5 et Rock Band 3. Le titre Waidmanns Heil est présent dans le jeu Guitar Hero : Warriors of Rock. Une phrase comportant Du Hast est prononcée par le boss Ramstein Grandgosier dans World of Warcraft. Le boss Ramstein Grandgosier était une abomination morte-vivante présente à Stratholme.

### Cinéma
Les chansons Rammstein et Heirate Mich sont utilisées dans le film Lost Highway de David Lynch. Mein Teil est présente dans la bande-originale du film Resident Evil: Apocalypse. Halleluja est présente dans la bande-originale du film Resident Evil. Du Hast figure sur la bande originale du film Matrix, dans le film How High, et est la chanson d'introduction d'un des tout premiers spectacles de Bam Margera, incluant Ryan Dunn, Raab Himself, Rake Yohn, Brandon DiCamillo ainsi que de nombreuses autres personnalités américaines, appelé CKY2K, deuxième opus sur quatre spectacles similaires à Jackass, édité en 2001. Engel est présente dans le générique de fin du film Mortal Kombat : Destruction finale et également dans le film Big Nothing. Sonne est présente dans le film Terreur.com et dans le film Sirène Rouge. Mein Herz Brennt est utilisée pour les scènes de début et de fin du film Lilja 4-ever et dans le film Hellboy. Buck Dich est également présente dans l'épisode 14 de la seconde saison de la série Grimm. Führe Mich est utilisé dans le film Nymphomaniac
.

### Astronomie
Le 11 octobre 2001, Jean-Claude Merlin, astronome amateur et président fondateur de la Société astronomique de Bourgogne, décide officiellement de baptiser un astéroïde qu'il a découvert sous le nom de (110393) Rammstein. L'organisme américain Centre des planètes mineures (MPC) enregistre officiellement cet astéroïde (en fait, considéré comme une « petite planète ») le 23 février 2006,.

## Projets
Le guitariste Richard Zven Kruspe travaille aussi sur un projet solo du nom d'Emigrate dont l'album éponyme est sorti le 30 août 2007 en Allemagne et le 3 septembre 2007 en France.
Le chanteur Till Lindemann annonce le 4 janvier 2015 qu'il aura, avec le musicien Peter Tägtgren, un projet solo nommé simplement Lindemann.
Le 18 juillet 2010, le groupe s'est produit pour la première fois depuis 2001 en Amérique du Nord, dans le cadre du spectacle de clôture du Festival d'été de Québec. Le groupe revient sur la scène canadienne le 9 décembre 2010 pour se produire au centre Bell de Montréal.
Le bassiste Oliver Riedel confirme dans une entrevue accordée à Musik Universe, lors du passage du groupe à Montréal, que Rammstein lancera une première compilation, comprenant deux nouvelles pièces, en avril 2011. Il mentionne également que les spectacles de Montréal et de New York seraient filmés pour un futur DVD live. Malheureusement, le concert de New York n'a pas été réellement tourné, puisque n'étaient présentes que quelques caméras, il est donc très peu probable que la date de New York ne fasse l'objet d'un DVD, malgré l'annonce d'Oliver. D'autre part, la compilation est retardée à septembre 2011 comme l'annonce Till Lindemann à l'occasion du Golden Gods pour Metalsanaz.com. Il évoque aussi un futur projet concernant une coopération avec un orchestre symphonique, sans guitare électrique, et dans lequel le groupe jouerait.
En octobre 2015, le groupe annonce être de retour en studio pour travailler sur un nouvel album. Till Lindemann annonce, en novembre 2016, que sa sortie est prévue à fin 2017. Le groupe annonce ensuite, en mai 2018, que le nouvel album sort fin 2018, voire début 2019. Il sortira finalement au printemps 2019.
Le 21 juillet 2024, Paul Landers a annoncé que le groupe ne ferait pas de tournée en 2025 ni en 2026 mais qu'un documentaire devrait sortir sur Amazon Prime Video prochainement. Paul Landers a ajouté que le groupe profitera de cette pause pour sortir la chanson "Ramm4" en single ainsi qu'en documentaire sur le groupe en préparation depuis plusieurs années,.

## Membres

### Membres actuels
- Till Lindemann - chant
- Richard Zven Kruspe - guitare, chœurs
- Paul H. Landers - guitare, chœurs
- Oliver Riedel - basse
- Doktor Christian « Flake » Lorenz, sampleur
- Christoph « Doom » Schneider - batterie

### Musiciens invités
- Christiane « Bobo » Herbold (en) - chant sur les titres Engel (Sehnsucht, 1997), Nebel (Mutter, 2001)
- Viktoria Fersh - chant sur le titre Moskau (Reise, Reise, 2004)
- Sharleen Spiteri - chant anglo-allemand sur le titre Stirb nicht vor mir (Rosenrot, 2005)
- Carmen Zapata[97] - chant sur le titre Te quiero puta! (Rosenrot, 2005)
- Bärbel Bühler - hautbois sur le titre Ohne dich (Reise, Reise, 2004)
- Michael Kaden - accordéon sur les titres Reise, Reise et Moskau (Reise, Reise, 2004)

Sur le Reise, Reise Tour, le quatuor de violoncellistes finlandais Apocalyptica est choisi comme première partie et les deux groupes jouent ensemble Ohne Dich et Mein Herz Brennt lors du deuxième concert au zénith de Lille en Février 2005, ainsi que le lendemain à Paris. Le groupe se déclarera très enchanté par cette expérience. Le 15 février 2012, à Helsinki, Apocalyptica accompagne à nouveau le groupe sur le titre Mein Herz Brennt.

## Discographie

### Albums studio
- 1995 : Herzeleid
- 1997 : Sehnsucht
- 2001 : Mutter
- 2004 : Reise, Reise
- 2005 : Rosenrot
- 2009 : Liebe ist für alle da
- 2019 : Rammstein
- 2022 : Zeit

### Sources
- L'histoire secrète de Rammstein, hors série Rock You, Jean-Pierre Sabouret.
- Interview, Live aus Berlin, Rammstein
- Anakonda im Netz, documentaire de Mathilde Bonnefoy sur le groupe réalisé en 2006.
- Lichtspielhaus, making-of des clips.

### Interviews télévisées
- Interview de Landers par Arte pendant le Reise Reise Tour : vidéo sur dailymotion
- Interview de Riedel et de Kruspe avec des images live de Mein herz brennt : vidéo sur dailymotion
- Documentaire sur Rammstein et étude de la polémique vis-à-vis du nazisme, interview de Kruspe sur Arte: vidéo sur dailymotion